# Armand-Gaston-Maximilien de Rohan
Pour les articles homonymes, voir Cardinal de Rohan.
Pour les autres membres de la famille, voir Maison de Rohan.
Armand-Gaston-Maximilien, prince de Rohan (Paris, 26 juin 1674 - Paris, 19 juillet 1749), est un ecclésiastique et homme politique français. Évêque de Strasbourg en 1704, il devient cardinal en 1712, puis grand aumônier de France en 1713 et membre du conseil de Régence en 1722.

## Biographie
Armand-Gaston-Maximilien est le fils de François de Rohan (1630-1712), 1er prince de Soubise, comte de Rochefort, gouverneur de Champagne, de Berry et de Brie et lieutenant-général des armées royales, et d'Anne de Rohan-Chabot (1648-1709), dame de Soubise. Cousins au 5e degré, ils se marient le 17 avril 1663 et auront 11 enfants dont sept parviendront à l'âge adulte.
La paternité d'Armand-Gaston-Maximilien est également attribuée à Louis XIV. En effet, le roi entretenait, peu de temps avant cette naissance, une liaison avec la princesse de Soubise. Armand-Gaston-Maximilien, dont la ressemblance avec le roi ne faisait qu'entretenir la rumeur à la cour, jouera lui-même de cette possible filiation.

## Un évêque très politique
Après le rattachement de Strasbourg et d'une partie de l'Alsace à la France en 1681, Louis XIV veut placer un prélat français dans une province réputée fidèle au protestantisme et à la langue allemande. Il choisit un jeune homme de la haute noblesse, Gaston de Rohan-Soubise, qui n'a que seize ans quand il le fait entrer en 1690 au sein du chapitre des chanoines de la cathédrale de Strasbourg.
Le pape Innocent XII, intéressé par cette œuvre de prosélytisme, crée un poste d'évêque coadjuteur à Strasbourg. Les pressions conjointes du roi de France et du pape, ainsi que les largesses d'Anne de Rohan-Chabot, mère de Gaston, finissent par convaincre les chanoines : candidat unique au poste, il est élu à l'unanimité le 28 février 1701, sacré le 26 juin, puis devient évêque à trente ans à la mort de Guillaume-Egon de Fürstenberg, le 10 avril 1704.
La tâche qui l'attend alors est immense. Le culte catholique n'est en effet rétabli à la cathédrale que depuis 1681, en remplacement du culte luthérien, établi à la suite d'une décision municipale de 1529. Il s'appuiera donc sur les Jésuites, arrivés dans la ville dès 1683, pour former une nouvelle génération de prêtres destinée à remplacer les pasteurs protestants formés dans les universités allemandes. Il s'attachera également à sa mission de franciser une population dont l'administration royale dénonce « la langue, les mœurs, les coutumes allemandes et républicaines. »
Sa succession comme évêque de Strasbourg et comme grand aumônier de France, est assumée par son petit-neveu Armand de Rohan-Soubise, qui fut d'abord son protégé puis son coadjuteur, et poursuivit ses missions.

## Un bâtisseur
Avant le rattachement à la France, le prince-évêque de Strasbourg résidait à Saverne. Après l'incendie du château épiscopal en 1709, Gaston le fait rénover par un architecte réputé de l'époque : Robert de Cotte. Le chantier dura jusqu'en 1723 et le château fut également richement redécoré avec tapisseries, mobilier et tableaux venus de Paris.
Dans cette dernière ville, il fait construire, par l'architecte Pierre-Alexis Delamair, l'hôtel de Rohan, à proximité de l'hôtel de Soubise, habité par ses parents.
À partir de 1732 et jusqu'en 1741, il fit également construire son propre palais épiscopal à Strasbourg, entre la cathédrale et l'Ill, devenu musée de la place du Château.
En 1734 il fonde la congrégation des sœurs de la charité de Strasbourg.
Le prince de Rohan est élu membre de l’Académie des Inscriptions en 1701 et de l’Académie française en 1703. Il est commandeur du Saint-Esprit en 1713.
Il s'attacha les services du peintre Robert de Séry.

## Armoiries
| Blason | Blasonnement : Écartelé : aux 1 et 4 : de gueules à une bande d'argent chargée d'un filet de sinople (qui est de l'évêché de Strasbourg) ; au 2 et 3 : de gueules à la bande d'argent côtoyée de deux cotices fleuronnées du même (qui est de Basse-Alsace) ; sur le tout, parti : en 1 : de gueules à neuf macles d'or, posées 3, 3, 3 (qui est de Rohan) ; et en 2 : d'hermine plain (qui est de Bretagne). |